# Kuvette
En kuvette (nogle gange cuvette) er et lille rør der enten er rundt eller firkantet i tværsnittet, og forseglet i den ene ende. Det kan være lavet af plastik, glas eller kvartsglas (til UV-lys) og er designet til at indeholde en prøve til spektrofotometriske undersøgelser. Engangskuvetter i plastik bruges ofte til hurtig spektroskopiske analyser, hvor hastighed er vigtigere end nøjagtighed. Glaskuvetter bruges typisk til prøver, hvor bølgelængden er i det synlige område og kvartsglas bruges mest til UV-området og NIR-området.
Visse kuvetter er kun gennemsigtige på de to modstående sider, således at en enkelt lysstråle kan passere igennem de to sider. Ofte har de ugennemsigtige sider en ru overflade for at gøre det nemmere at håndtere. Kuvetter der bruges i fluorescencespektroskopi skal være gennemsigtige på alle fire sider, da fluorescenen måles til højre for strålen for at begrænse indflydelsen fra strålen selv. Visse kuvetter, kendt som tandemkuvetter, har glas, der går omkring 2/3 op på indersiden, således at målingerne kan tages med to separate opløsninger og igen, når de bliver blandet. Typisk er kuvetter 10 mm i bredden, for at gøre beregninger med absorptionskoefficienten nemmere.
Kuvetter, der skal bruges til cirkulærdikroisme bør aldrig bliver udsat for mekanisk stress, da det vil skabe dobbeltbrydning i kvartsglasset, hvilke påvirker målingerne.

## References
1. ↑  An Introduction to Fluorescence Spectroscopy Perkin Elmer Inc. 2006. Retrieved 15 August 2013
2. ↑  Circular Dichroism (CD) Spectroscopy Applied Photophysics Ltd., 2011. Retrieved 15 August 2013
3. ↑  Weisstein, Eric, W. "Birefringence" scienceworld.wolfram.com, Wolfram Research, 1996-2007. Retrieved 15 August 2013